# Soneto 54
| «» Soneto 54 |
| --- |
| O! how much more doth beauty beauteous seem By that sweet ornament which truth doth give. The rose looks fair, but fairer we it deem For that sweet odour, which doth in it live. The canker blooms have full as deep a dye As the perfumed tincture of the roses, Hang on such thorns, and play as wantonly When summer's breath their masked buds discloses: But, for their virtue only is their show, They live unwoo'd, and unrespected fade; Die to themselves. Sweet roses do not so; Of their sweet deaths are sweetest odours made: And so of you, beauteous and lovely youth, When that shall vade, my verse distills your truth. |
| –William Shakespeare |

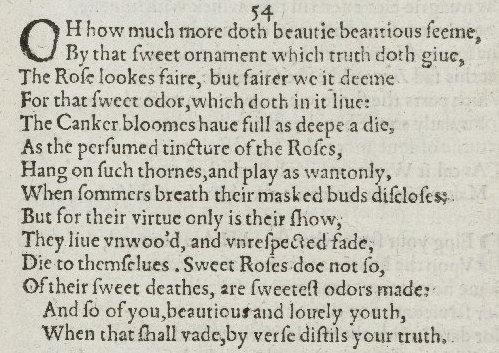
Soneto 54 de Shakespeare, 1609

O Soneto 54 foi escrito por William Shakespeare e faz parte dos seus 154 sonetos. 

## Traduções
Na tradução de Thereza Christina Rocque da Motta,
Ó, muito mais linda parece a beleza
Docemente ornada pela verdade!
A rosa é linda, mas a julgamos ainda mais bela
Pelo suave odor que exala.
As rosas silvestres têm o mesmo tom
Que as rosas perfumadas e coloridas,
Presas a seus espinhos, e brincam, voluptuosas,
Quando o hálito do verão as abre em botão;
Mas, como a aparência é sua única virtude,
Vivem esquecidas, e murcham abandonadas –
Morrendo solitárias. Doces rosas não fenecem;
De suas ternas mortes exalam os mais doces perfumes,
Assim como de ti, linda e amável donzela,
Ao feneceres, tua verdade destilará nos versos.